# كناري أطلنطي

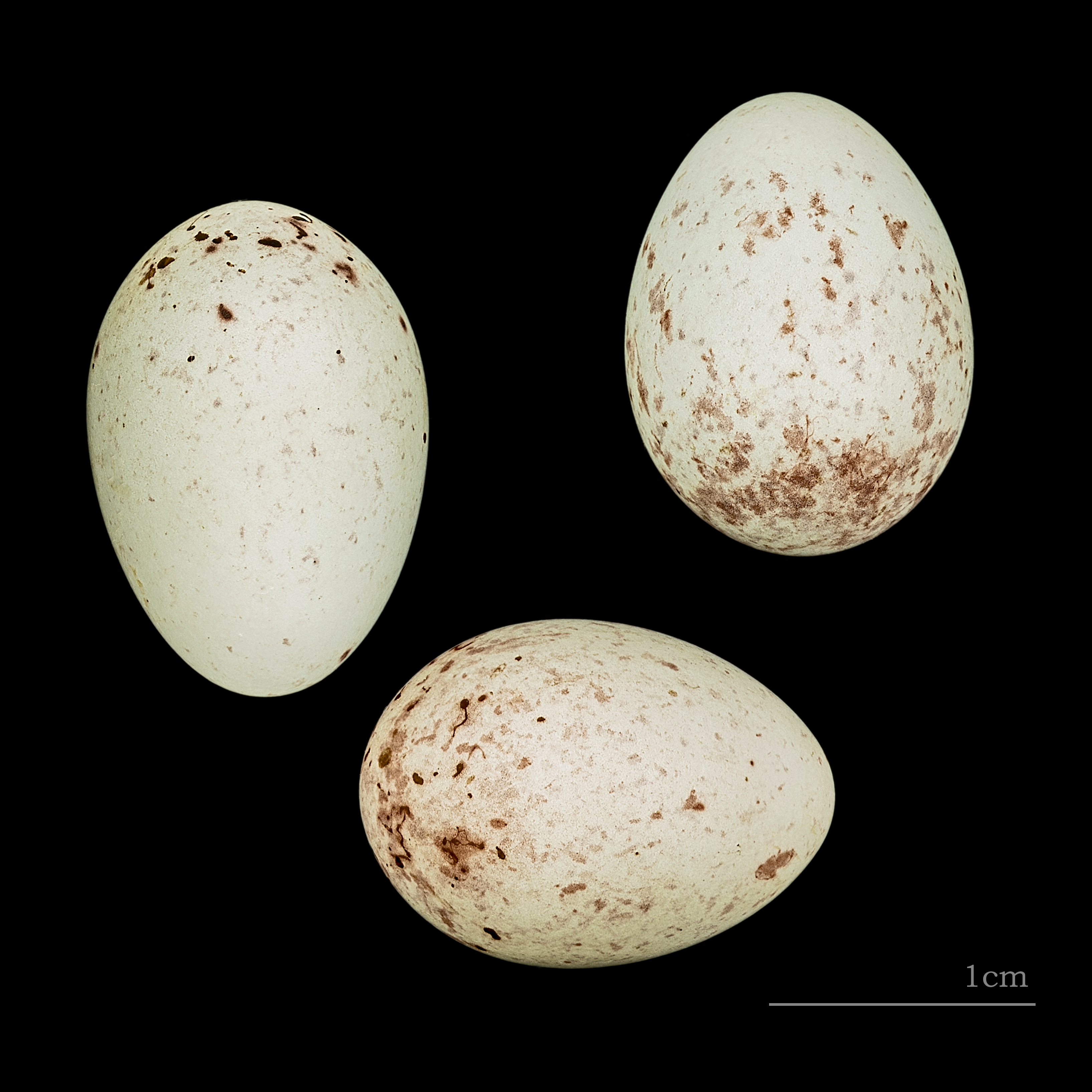
بيض الكناري

الكَنَارِيّ أو الكَنَار أو نُغَر كَنَارِيّ أو كَنَارِيّ أطلنطي (الاسم العلمي: Serinus canaria) (بالإنجليزية: Atlantic Canary)‏، هو طائر ينتمي إلى (فصيلة: Fringillidae) ، وموطن الكناريي الأصلي هو جزر الأزور وجزر الكناري وماديرا. وهذه الطيور البرية صفراء-خضراء اللون مع وجود بقع باللون البنى على المؤخرة. وجميع الفصائل مشتركة في الأسر وهناك بعض الاختلافات في الألوان.

## الوصف
يبلغ طول طائر الكناريا 12.5 سم، وطول الجناحين 20-23 سم ووزنه 15-20 جم  ولذكر الكناريا رأس كبيرة ملونة بالأخضر والأصفر، وجبهة ووجه باللون أصفر. والجزء الأسفل من البطن والذيل لونهم أبيض، وهناك بعض البقع الداكنة على الأجناب.والأجزاء العليا رمادية وخضراء اللون مع وجود بعض العلامات السوداءوالارداف صفراء.والأنثى مماثلة للذكر ولكن اعلى رأسها وصدرها رمادي اللون والأجزاء السفلى صفراء. وطيور الكناريا الصغيرة بنية اللون مع بقع داكنة، و يتغير لونها مع نموها. 
وبالمقارنة مع طائر السيرين-قريب طائر الكناريا-فإن الكناريا أكبر 10% وأطول ولونه داكن أكثر من السرين، كما أن ريش الكناريارمادى وبنى أكثر من السيرين، وأجنحة الكناريا أقصر من أجنحة السرين نسبيا.
وغناء الكناريا زقزقة جميلة مثله مثل غناء طائر السيرين وطيور الزبرا.

## التصنيف
وقد تم دراسة فصائل طائر الكناريا علميا بواسطة «كارلوس لينوس» في " Systema Naturae" وقد أطلق على هذه الطيور "Fringilla Canaria" ولكن بعد ذلك تم تصنيف الطيور لجنس السيرين "Seriinus".فهو أقرب الطيور إلى السيرين الأوربى ويمكن للاثنان أن ينتجا سلالة مهجنة خصبة.

### أصل الكلمة
وقد تم تسمية الطائر على اسم جزر الكنارى وليس العكس، واسم جزر الكنارى أصلا مشتق من الاسم اللاتيني "canariae insulae" (جزر الكلاب) وأول من سماها هو «ارنوبيس» إشارة إلى الكلاب الكبيرة التي كان يربيها السكان الأصليون للجزيرة. أما تسمية اللون الأصفر الكنارى أو الأصفر الفاتح فقد تم تسميته على اسم طائر الكنارى المنزلى. (أي أن كلمة الكنارى أصلها الكلمة الاتينية "canariae insulae" ثم أطلقت على هذا الطائر الأصفر الجميل ثم تم تسمية اللون الأصفر الفاتح بالكنارى). «تعليق توضيحى من المترجم»

## الموطن
يستوطن طائر الكنارى "جزر الكنارى" و"الازورس" و"ماديريا" في المنطقة المعروفة ب "ماكرونيزيا" Macaronesia في شرق المحيط الاطلطنى.يتواجد الكنارى في جزر الكنارى في الأماكن التالية: "تينيرفي" Tenerife و"لا جوميرا" La Gomera و"لا بالما" La Palma و"الهييرو" El Hierro ولكن يتواجد أكثر في جران كناريا" Gran Canaria ونادرا ما يتواجد في "لانزروت" Lanzarote و"فيروت فينتورا" Fuerteventura التي بدأ يتواجد وينمو فيها في الفترة الأخيرة.أما في "ماديريا" فيتواجد الكنارى في "بورت سانتو" Porto Santo و"جزر الديسيرتاس" Desertas و"جزر السالفاج" Salvage.ويتواجد الكنارى في جميع مناطق وجزر "الأزورس" Azores وتبلغ اعداد طيور الكناريا في الأماكن السابقة كالاتى: 1-من 80000 إلى 90000 زوج في جزر الكناريا 2-من 30000 إلى 60000 زوج في الأزورس 3-من 4000 إلى 5000 زوج في ماديرا.
أما بيئة طيور الكناريا فهي غابات الصنوبر وغابات الغار "laurel" والكثبان الرملية.وكثيرا ما تتواجد تلك الطيور في الأماكن شبه المفتوحة كالأشجار الصغيرة مثل "orchads" و"copses".وتتواجد أيضا في أماكن من صنع الإنسان كالحدائق والمتنزهات.وتتواجد الكناريا على مسافة 760 متر من سطح البحر في ماديرا،1100 متر في الأزورس و1500 متر في جزر الكنارى.
وانتشر الكناريا في ميد واى أتول"Midway Atoll في شمال غرب جزر الهاواى عندما تم إطلاق هذه الطيور وتركها في جزر الهاواى عام 1911.وقد تمت إطلاق الطيور وتركها في جزر "kure atoll" المجاورة للجزر السابقة ولكن لم ينتشر فيها عكس الأولى.وأدخلت أيضاإلى برمودا في عام 1930 وسرعان ما بدأت تتكاثر ولكنها بدأت تقل في 1940s بعد أ، قضت حشرات السكال " scale " على أشجار الأرز في برمودا وفي 1960S ماتت جميع طيور الكناريا في برمودا.وأدخلت فصائل من الكناريا إلى "بورتو ريكو " Puerto Rico ولكن لم تنتشر بعد هناك.

## السلوك والطبيعة

### التكاثر
الكنارى طائر اجتماعى يعيش غالبا في مجموعات في العشش وكل زوج من هذه الطيور يدافع عن منطقته الصغير في العش.وتبنى العشش على علو من واحد إلى ستة متر فوق الأرض في الأشجار ولكن تبنى أكثر العشش على بعد من واحد إلى ثلاثة متر فوق الأرض، وعش الكنارى على شكل كأس ومخفى جيدا بين أوراق الاشجار وغالبا ما يوجد في نهاية الجذع أو في المفترق، وهو مصنوع من الحشائش والأغصان والأعشاب والطحالب ومواد نباتية أخرى ويغطى بالشعر والريش.
وتضع طيور الكناريا البيض في الفترة بين يناير ويوليو في «جزر الكنارى».وبين مارس ويونيو في «ماديرا»، وبين مارس ويوليو في «الأزورس» والبيض شاحب اللون وأزرق أو ازرق مع أخضر وبه علامات بنفسجية وحمراء في نهايته الواسعة.وعادة ما يبيض الكنارى كل سنة ثلاث أو اربع بيضات وأحيانا خمسة واثنان أو ثلاثة من صغار الكناريا. وفترة الحضانة هي من 13 إلى 14 ويكسو الريش الصغار بعد 14-21 يوم، وغالبا بعد 15-17 يوم.

### الغذاء
تتغذى هذه الطيور في جماعات على النباتات الصغيرة كما تتغذى بصورة أساسية على البذور كالعشبة الضارة والحشائش واوراق التين، وتتغذى أيضا على بعض المواد النباتية الأخرى والحشرات الصغيرة، وقد اكتشف أن طيور الكناريا تحتاج إلى وجود الجاذبية (Gravity) لتتمكن من ابتلاع الطعام ولذا فانها تموت من الجفاف في ظروف انعدام الجاذبية كالفضاء مثلا. وفي الأسر تغتذي على الفواكه وهناك خلطات جاهزه لأكل الكناري، وأفضلها المنتجات الأوربية[بحاجة لمصدر]، كما يجب إضافة وجبات مكملة مثل الخضروات (الخس والجرجير) كبديل عن الفيتامينات وبالإضافة إلى البيض المسلوق.

## العلاقة مع البشر
تعتبر طيور الكناريا من الحيوانات الأليفة، التي يربيها الإنسان في المنزل. وقد أنتج التكاثر الانتقائي العديد من الأصناف المختلفة في اللون والشكل. فالطيور الصفراء بالذات شائعة ومنتشرة، أما الطيور الحمراء فتنتج بتهجين الكنارى مع النعار الأحمر "Red Siskin". وكانت تستخدم طيور الكناريا سابقا بواسطة عمال المناجم للتحذير من الغازات الخطيرة. وتستخدم هذه الطيور على نطاق واسع في البحث العلمى. وأشهر مثال معروف في الوسائل الإعلامية على طيور الكناريا هو الشخصية الكارتونية «تويتى» Tweety.